# Сорочук Віктор Ярославович
Сорочук Віктор Ярославович (16 вересня 1946, Сніжне, Донецька область, УРСР — 12 вересня 2015) — український музикант, хоровий диригент, очільник ДК «Україна» у Торецьку (1973-2015).

## Біографія
Народився 16 вересня 1946 році у Сніжному Донецької області.
Батько, Ярослав Юхимович Сорочук, уродженець Вінничини, у 1937 році завдяки комсомольській путівці прибув до Сніжного, де працював на будівництві. Протягом 1938-1940 років він проходив термінову військову службу у механічних військах, де освоїв професію водія. У період Другої світової війни був учасником партизанського руху в Україні. Наприкінці 1943 року потрапив у полон і до кінця війни знаходився на каторжних роботах у Німеччині. Після звільнення з німецького полону повернувся до Сніжного, де наприкінці 1945 року він одружився на дівчині з Полтавщини Софії, а наступного року у них народився син — Віктор.
За станом здоров'я Ярослава Сорочука медична комісія не відпускала працювати на одну із шахт Сніжного. Тому він працював лише на її поверхні. Через малі кошти на власну сім'ю подружжя вирішило переїхати на Полтавщину. Тут глава сімейства працював шофером у совгоспі «Вирішуючий» Лохвицького району.

## Освіта
Сам Віктор разом зі своїм молодшим братом Ярославом з 1956 по 1962 роки навчалися у Лохвицькій музичній школі, де батьки знімали для нас квартиру у місцевих. Тут він отримав свідоцтво про закінчення 7-річної освіти. З вересня 1962 року хлопець навчався у вечірній середній школі. У той же час він заробляв гроші, викладаючи музику в одній із загальноосвітніх шкіл.
У 1964 році він вступає до Полтавського музичного училища, яке він закінчує у 1968 році. Далі він продовжив своє навчання у Харківському інституті мистецтв.

## Професійна кар'єра
З 1973 по 1993 роки на громадських засадах керував хоровою капелою при ДК «Україна» у Торецьку. За цей проміжок часу її солісти чотири рази підтверджувала високе звання «народного самодіяльного колективу». Капела ставала переможцем телепередачі «Донецькі самоцвіти», брала активну участь в хорових фестивалях на Донеччині та була удостоєна честі відкривати 2-гий Всеукраїнський конкурс хорової музики імені Миколи Леонтовича зі своєю хоровою програмою на сцені Донецької обласної філармонії.
З 1982 по 2002 роки, також на громадських засадах, був хоремейстером, музичним керівником та актором народного самодіяльного музично-драматичного театру «Веселка».
З вересня 1993 по вересень 2015 роки очолював ДК «Україна» у Торецьку.
12 вересня 2015 року перестало битися його серце.

## Сім'я
Молодший брат — Сорочук Ярослав Ярославович (2 січня 1948, Перевалівка, Лохвицький район, Полтавська область — 19 червня 2020), головний дирижер Харківського академічного театру музичної комедії, заслужений діяч мистецтв України.
Сини: Ігор та Артур.
Доньки: Ірина та Анжеліка.